# Adam Boltoro
Der Adam Boltoro ist ein Geländewagen von der mittlerweile aufgelösten Adam Motor Company in Pakistan. Die Produktion begann 2006 und endete 2008.

## Antrieb
Auf einer Version der Herstellerwebsite, die bei einem Webdesigner abrufbar ist, werden drei Versionen beschrieben: zwei direkteinspritzende R4-Dieselmotoren mit 2800 cm³ Hubraum und ein R4-Ottomotor mit einem Hubraum von 2237 cm³. Einer der Dieselmotoren (Modell: BJ2024Z2Q1E) ist ohne Aufladung und wird mit einer maximalen Leistung von 57 kW angegeben. Der zweite Dieselmotor (Modell: BJ2024Z2Q1E-T) ist durch einen Turbolader aufgeladen, die maximale Leistung beträgt 70 kW. Der Ottomotor (Modell: BJ2024Z2Q1F1) soll eine maximale Leistung von 75 kW haben. Die Höchstgeschwindigkeit liegt je nach Motor zwischen 105 km/h und 115 km/h. Alle Varianten sind mit Allradantrieb ausgerüstet.

## Karosserie
Der Geländewagen ist 4340 mm lang, 1828 mm breit und 1870 mm hoch. Der Radstand beträgt 2500 mm. Der Adam Boltoro hat ein Leergewicht von 1600 kg. Er hat fünf Sitzplätze.